# Northern Sangre de Cristo Range

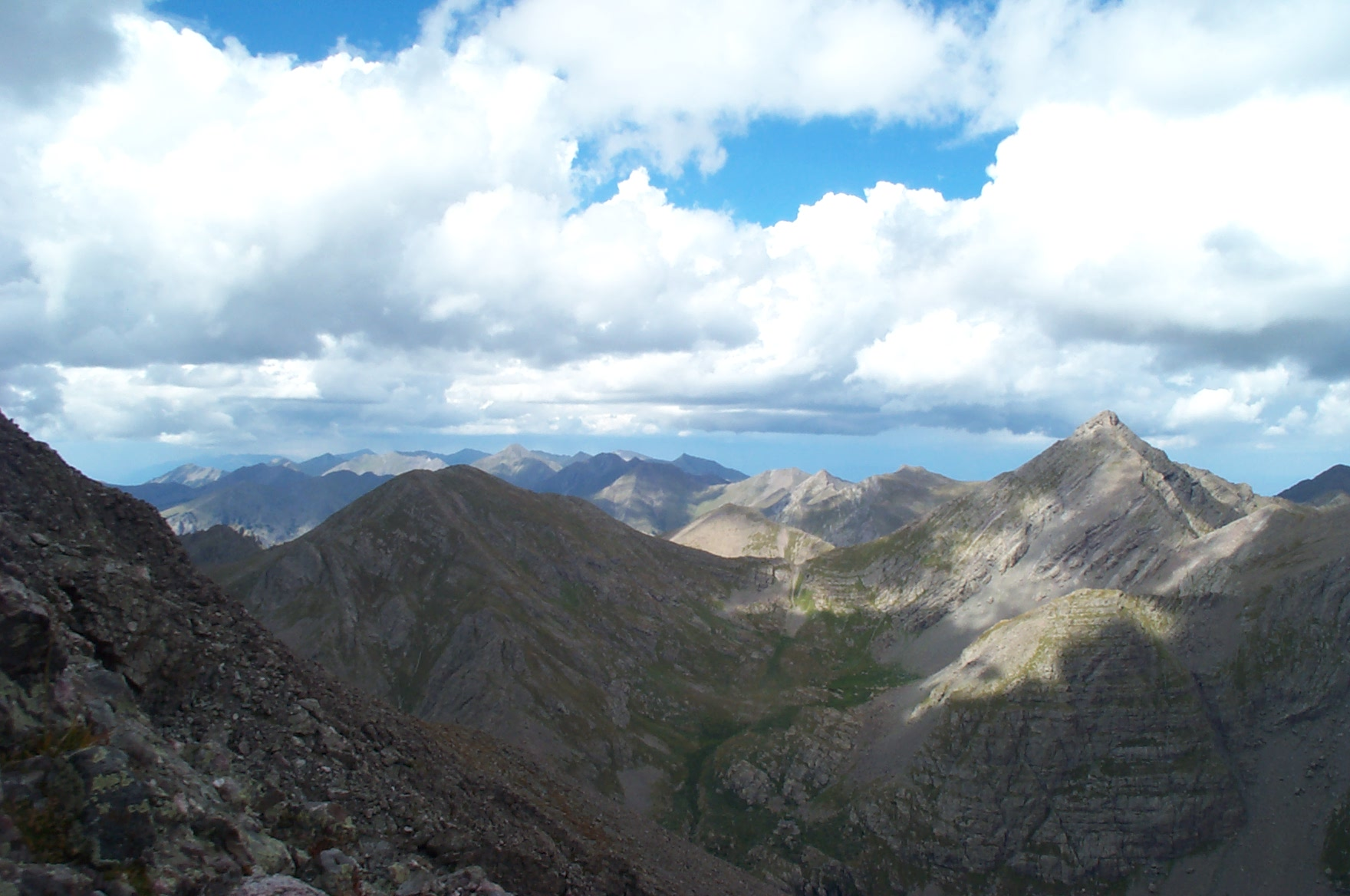
Północny odcinek pasma Northern Sangre de Cristo

Northern Sangre de Cristo Range – wąskie pasmo górskie, w grupie pasm Sangre de Cristo Range, w Górach Skalistych, ciągnące się z północy na południe wzdłuż wschodniej krawędzi ryftu Rio Grande w południowym Kolorado w Stanach Zjednoczonych. Pasmo biegnie na południowy wschód od przełęczy Poncha na długości około 100 km przez tereny środkowego Kolorado do przełęczy La Veta, 32 km na zachód od miejscowości Walsenburg i stanowi wybitny łańcuch oddzielający Dolinę San Luis na zachodzie od zlewni rzeki Arkansas na wschodzie.

## Geografia

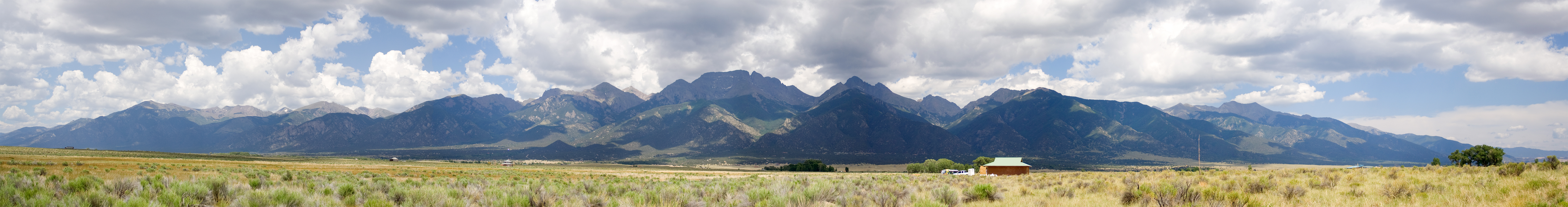
Widok pasma z Doliny San Luis

Zbocza pasma zajmują Lasy Państwowe, rozciągające się po obu stronach grzbietu. Większość strony północno-wschodniej (rzeka Arkansas) pokrywa San Isabel National Forest, podczas gdy południowo-zachodniej (Dolina San Luis) Rio Grande National Forest. Centralna część pasma stanowi rezerwat przyrody „Sangre de Cristo Wilderness”. Park Narodowy Great Sand Dunes znajduje się u południowo-zachodnich podnóży pasma, na granicy Doliny San Luis. Pasmo przecinają leśne, nieutwardzone drogi, możliwe do pokonania jedynie przez pojazdy 4WD oraz szlaki piesze wiodące przez przełęcze Hayden, Hermit, Music, Medano i Mosca.
Najwyższym szczytem pasma jest, położony na południu Blanca Peak (4,372 m n.p.m.), flankowany przez trzy inne czterotysięczniki: Little Bear Peak, Mount Lindsey i Ellingwood Point. Innymi znanymi czterotysięcznikami są szczyty w masywie Crestone: Kit Carson Mountain, Crestone Peak, Crestone Needle i Humboldt Peak. Dwa pomniejsze szczyty Kit Carson Mountain, Challenger Point i Columbia Point, otrzymały imiona dla upamiętnienia załóg wahadłowców Challenger i Columbia.
W roku 1719 podróżnik hiszpański Antonio Valverde y Cosio nadał pasmu nazwę Sangre de Cristo („Krew Chrystusa”) zachwycony krwisto-czerwoną barwą ośnieżonych szczytów o zachodzie słońca.

## Geologia

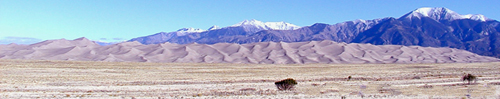
Pasmo Sangre de Cristo Range w tle Parku Narodowego Great Sand Dunes

Pasmo Sangre de Cristos to góry zrębowe, przy czym główne linie uskoków biegną zarówno wzdłuż wschodnich, jak i zachodnich zboczy gór, a miejscami przecinają pasmo w poprzek. Góry wypiętrzyły się około 27 milionów lat temu, prawdopodobnie w jednej, masowej, działalności górotworu.
Po zachodniej stronie znajduje się Dolina San Luis z ryftem rzeki Rio Grande przebiegającym jej środkiem. Na południowym wschodzie mieści się tzw. „Raton Basin”, cichy, ale wciąż aktywny obszar sejsmiczny. Po stronie północno-wschodniej znajdują się pasmo Wet Mountains i Pasmo Frontowe, obszary zbudowane z prekambryjskich skał magmowych i skał metamorficznych powstałych w czasie orogenezy Kolorado około 1.7 miliarda lat temu i wypiętrzone raz jeszcze w okresie orogenezy laramidzkiej.